# Ginevra degli Amieri
Ginevra degli Amieri, o degli Almieri, è la protagonista di una vicenda della tradizione fiorentina.

## Storia
La storia si svolge sul finire del XIV secolo, periodo in cui la città di Firenze è reduce dalla peste nera. Ginevra, figlia di Bernardo della famiglia degli Amieri, viene data in sposa dal padre a Francesco, della nobile casa degli Agolanti; la giovane è in realtà innamorata di Antonio (che ricambia), appartenente alla modesta famiglia dei Rondinelli, ma cede alla volontà paterna.
Nel giro di poco tempo la peste torna ad affliggere Firenze e Ginevra si ammala tanto da cadere in stato di morte apparente: il marito e i parenti, non riuscendo a rianimarla, credono che sia effettivamente spirata e ne celebrano il funerale alle ore ventidue del giorno stesso; la giovane viene deposta nella chiesa di Santa Reparata, dove riprende i sensi alle due di notte. Realizzando cosa le è successo, Ginevra riesce ad aprire il sepolcro dall'interno, ed esce dalla cripta coprendosi con il suo sudario, avviandosi verso la casa del marito.
Giunta a destinazione Ginevra bussa alla porta, ma il marito, credendola un fantasma, rifiuta di aprirle e la manda via; ella si reca quindi alla casa dei genitori, dove accade la stessa cosa. Sconsolata, Ginevra decide quindi di andare a casa dell'uomo che amava, Antonio Rondinelli, dove viene finalmente riconosciuta per viva e accolta. Dopo alcuni giorni passati a casa dei Rondinelli, durante i quali Ginevra si riprende completamente, i due innamorati esprimono la volontà di sposarsi: la giovane manda quindi Antonio a casa di Francesco Agolanti per farsi vendere il suo abito da sposa, e quindi i due si dirigono verso il palazzo Vescovile, incontrando per strada anche la madre e il marito di Ginevra, che vengono così a conoscenza della realtà.
Davanti al vescovo, Ginevra chiede quindi che venga sciolto il matrimonio, poiché il marito l'ha data per morta e seppellita, e l'ha scacciata quando lei ha poi bussato alla sua porta: la richiesta viene accolta, e Ginevra e Antonio possono così sposarsi.

## Storicità
A seconda delle fonti, la vicenda sarebbe avvenuta nel 1396 oppure nel 1400; essa è stata data per vera da molti autori, fra cui Leopoldo del Migliore (che ne parla nella Firenze illustrata), Francesco Rondinelli (nella Relazione del contagio), Domenico Maria Manni (ne Le veglie piacevoli), Marco Lastri (nell'Osservatore fiorentino), Agostino Ademollo e Luigi Passerini (entrambi nelle note alla Marietta de' Ricci).
Prima delle demolizioni ottocentesche era ancora possibile tracciare il percorso di Ginevra: da via del Campanile era entrata in via delle Oche e via dei Tosinghi fino alle case degli Agolanti all'angolo con l'attuale via Roma, poi si era recata nella piazza degli Amieri (attuale metà meridionale di piazza della Repubblica) e infine alla torre dei Rondinelli in borgo San Lorenzo. In particolare è da notare che via del Campanile, proprio per questo fatto, era anticamente chiamata "via della Morta", e più tardi "via della Morte".
Anche le famiglie coinvolte sono esistenti: gli Amieri, di cui il padre di Ginevra era probabilmente l'ultimo erede, erano un casato ghibellino che dimorava nella zona di torre degli Amieri, dichiarato "magnate" nel 1292 e quindi escluso dalle magistrature fino al 1343; gli Agolanti erano una famiglia similmente agiata, mentre i Rondinelli erano popolani, oltre che particolarmente avversi alle famiglie nobili (il che spiega il matrimonio combinato ordito da Bernardo).
Gli autori che dubitano della storicità della vicenda si basano sul carattere insolito e innovativo della decisione presa dal vescovo che invece, secondo i sostenitori, pur essendo molto inconsueta non è sufficiente a decretare l'infondatezza dell'intera storia.

## Nella cultura
La storia di Ginevra ha sempre goduto di una certa popolarità fra il popolo, dove però il suo nome si è diffuso e affermato in una forma errata, cioè "degli Almieri" anziché "degli Amieri", venendo quindi tramandato in tal modo; sempre popolarmente, è stato detto che sarebbe lei la donna dipinta da Leonardo nel celebre Ritratto che raffigura, invece, Ginevra Benci.
La storia di Ginevra venne ripresa molto presto in un poemetto in versi scritto da tal Agostino Velletti, vissuto nel XV secolo, che ebbe subito molto successo, ed era ancora ben conosciuta secoli dopo, come testimoniato sia da del Migliore, sia dal Manni. Da tale poemetto sono poi state ricavate numerose altre opere, come un dramma (non pervenutoci) a cui assitette Cosimo de' Medici a Palazzo Vecchio nel 1546. Svariate altre opere si susseguono poi intorno al XIX secolo, fra cui una commedia popolare con Stenterello di Luigi Del Buono, i melodrammi di Teodulo Mabellini, di Leopoldo Marenco, di Gaetano Rossi, di Gian Luca Tocchi e di Mario Peragallo (quest'ultimo su libretto di Giovacchino Forzano) per arrivare, nel 1935, al film Ginevra degli Almieri, diretto da Guido Brignone.